# Athyriaceae
Athyriaceae, porodica papratnica u redu osladolike. Sastoji se od 769 vrsta unutar 7 rodova, plus jedan hibridni sa jednom notovrstom
Rodovi uključivani u porodicu Athyriaceae:
1. Deparia Hook. & Grev. (79 spp.)
2. Anisocampium C. Presl (4 spp.)
3. Cornopteris Nakai (14 spp.)
4. Pseudathyrium Newman (2 spp.)
5. ×Schnellerathyrium Hong M.Liu, Schuettp. & H.Schneid. (0 sp.)
6. Ephemeropteris R. C. Moran & Sundue (3 spp.)
7. Athyrium Roth (181 spp.)
8. Diplazium Sw. (486 spp.)